# قائمة رؤساء مجلس الشورى السعودي
قائمة أسماء رؤساء مجلس الشورى السعودي بداية من إنشاء مجلس الشورى السعودي في عام 1927، في عهد الملك عبد العزيز آل سعود. القائمة تشمل رؤساء مجلس الشورى فقط منذ عام 1992 بعد صدور النظام الأساسي للحكم السعودي (بمثابة الدستور في الدول الأخرى) حيث تم تطوير المجلس و أدواره و زيادة عدد أعضائه. 
| الاسم                     | فترة توليه رئاسة مجلس الشورى | فترة نهاية رئاسته لمجلس الشورى | ملاحظات |
| ------------------------- | ---------------------------- | ------------------------------ | --- |
| محمد بن إبراهيم بن جبير   | 1993                         | 2002                           | القائمة لا تشمل رؤساء مجلس الشورى منذ 1927 فقط تشمل فترة ما بعد صدور النظام الأساسي للحكم السعودي في 1992. |
| صالح بن عبد الله بن حميد  | 2002                         | 2009                           | امتدت فترة رئاسته مدة سبعة سنوات.                                                                          |
| عبد الله بن محمد آل الشيخ | 2009                         | حتى الآن                       | كان يشغل منصب وزير العدل قبل توليه رئاسة المجلس                                                            |